# Уго д’Эсте
Уго д’Э́сте (итал. Ugo d'Este) — внебрачный сын Никколо III д’Эсте и Стеллы де Толомеи из Сиены.

## Биография
Родился в 1405 году в семье маркграфа Никколо III д’Эсте и его любовницы Стеллы де Толомеи. Его отец происходил из дома Эсте и был незаконнорождённым сыном Альберто V д’Эсте. Мать — принадлежала к ветви семьи Толомеи (итал. Tolomei dell’Assassino). Как и брат Лионель получил имя в честь героя рыцарского романа — Уго.
Несмотря на незаконный характер своего рождения, он должен был стать приемником своего отца как его старший сын. Отец не женился на его матери, но в 1418 году его супругой стала Паризина Малатеста. Она была младше Уго на год, по одной версии во время бегства от чумы в 1423 году, по другой — во время визита в Равенну, они стали любовниками. Служанка сообщила об этом отцу, который приказал казнить их через обезглавливание.
После казни Уго его брат Лионелло стал признанным наследником Никколо. Другой брат — Борсо д’Эсте, наследовал Лионелло и стал герцогом Феррары.

## В культуре
Трагическая история жизни Уго д’Эсте вдохновила несколько поколений писателей и музыкантов. Писатель эпохи ренессанса Маттео Банделло написал о нём в первой части сборника «Новеллы». На основе новеллы испанский драматург Лопе де Вега написал свою известную трагедию Наказание — не мщение.
Историк Эдуард Гиббон и поэт Байрон рассказывали историю его жизни в своих произведениях. В 1833 году либретто Феличе Романи было положено на музыку Гаэтано Доницетти.

## Комментарии
1. ↑  В историографии также используется вариант Уго Альдобрандино
2. ↑  Также имена персонажей рыцарского романа получили его братья: Уго, Борсо, Мелиадуз(е), Джиневра, Изотта. В отличие от других итальянских династий, основанных представителями купечества или банкиров, Эсте имели рыцарское происхождение, и для них чрезвычайно важным было напоминание об этом[2][3].